# Lygrus apicalis
Lygrus apicalis är en skalbaggsart som beskrevs av Olof Immanuel von Fåhraeus 1872. Lygrus apicalis ingår i släktet Lygrus och familjen långhorningar.
Artens utbredningsområde är:
- Angola.
- Zimbabwe.

Inga underarter finns listade i Catalogue of Life.